# Somatochlora meridionalis
Somatochlora meridionalis е вид водно конче от семейство Corduliidae. Видът не е застрашен от изчезване.

## Разпространение
Разпространен е в Австрия, Албания, Босна и Херцеговина, България, Гърция, Италия, Северна Македония, Румъния, Словакия, Словения, Сърбия, Турция, Унгария, Франция (Корсика), Хърватия, Черна гора и Чехия.